# Tom Clancy's Ghost Recon: Island Thunder
Tom Clancy's Ghost Recon: Island Thunder es un videojuego de disparos táctico desarrollado por Ubisoft Red Storm y distribuido por Ubisoft para Microsoft Windows y Xbox. Es la segunda expansión del videojuego Tom Clancy's Ghost Recon. El juego fue estrenado en septiembre de 2002.

## Sinopsis
Tom Clancy's Ghost Recon: Island Thunder tiene lugar un año después de Desert Siege. El juego nos lleva a la isla de Cuba. Con la muerte de Fidel Castro, el país se prepara para las elecciones democráticas con el apoyo de la ONU. Sin embargo, el partido político Frente Democrático del Pueblo amenaza con sabotear las elecciones y ocasionar un golpe de Estado. Los Ghosts deben actuar nuevamente y detener a cualquiera que ponga en peligro las elecciones en el país.

## Recepción
Tom Clancy's Ghost Recon: Island Thunder ha recibido críticas positivas. Metacritic le dio una puntuación de 82/100 y GameRankings le dio una puntuación de 81.59% en su versión para PC.